# Евкаліпт прутоподібний
Eucalyptus viminalis (укр. Евкаліпт прутоподібний) — вічнозелене дерево роду евкаліпт, родини миртових.

## Морфологічні ознаки

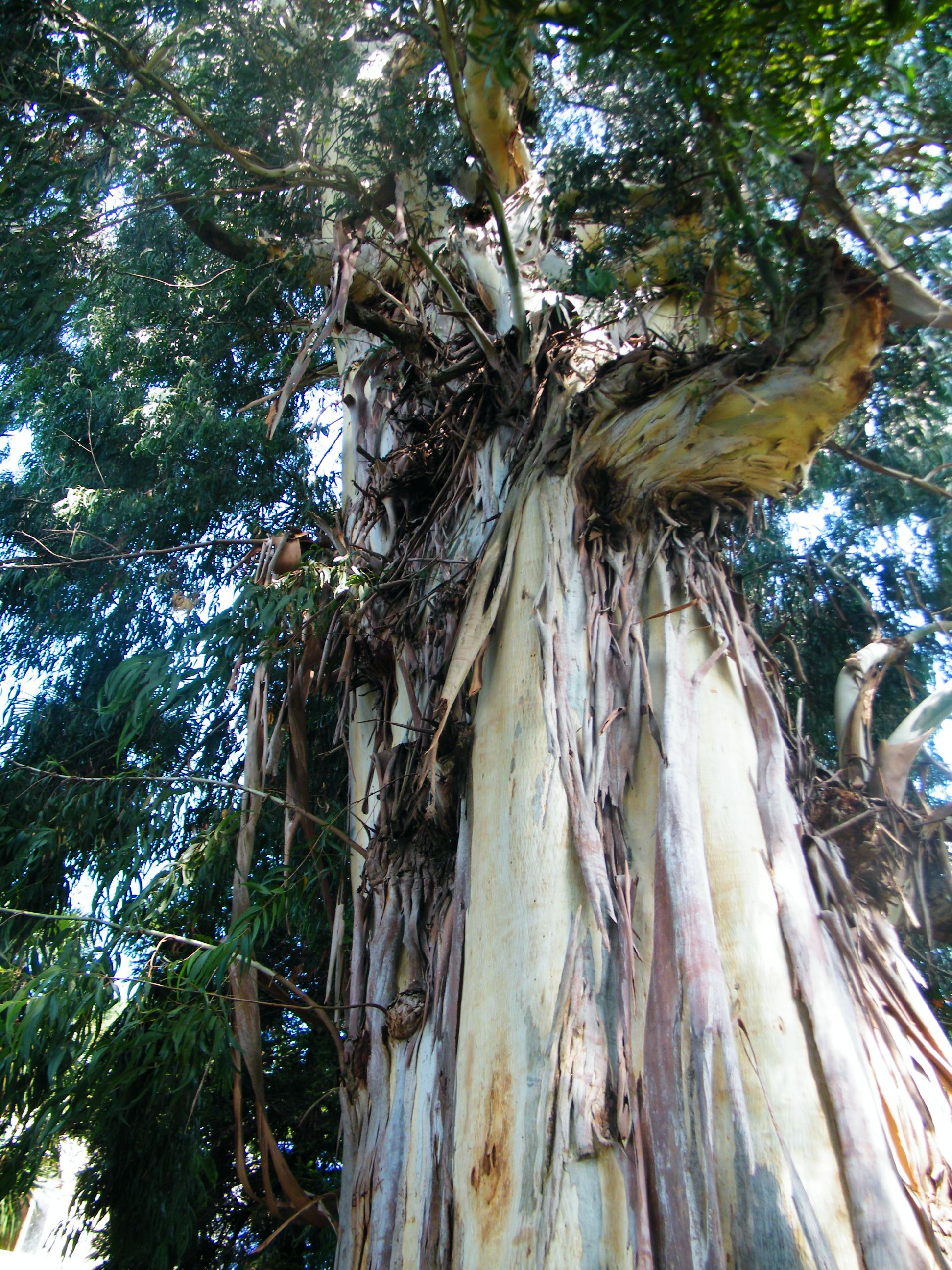
Стовбур Евкаліпта прутоподібного

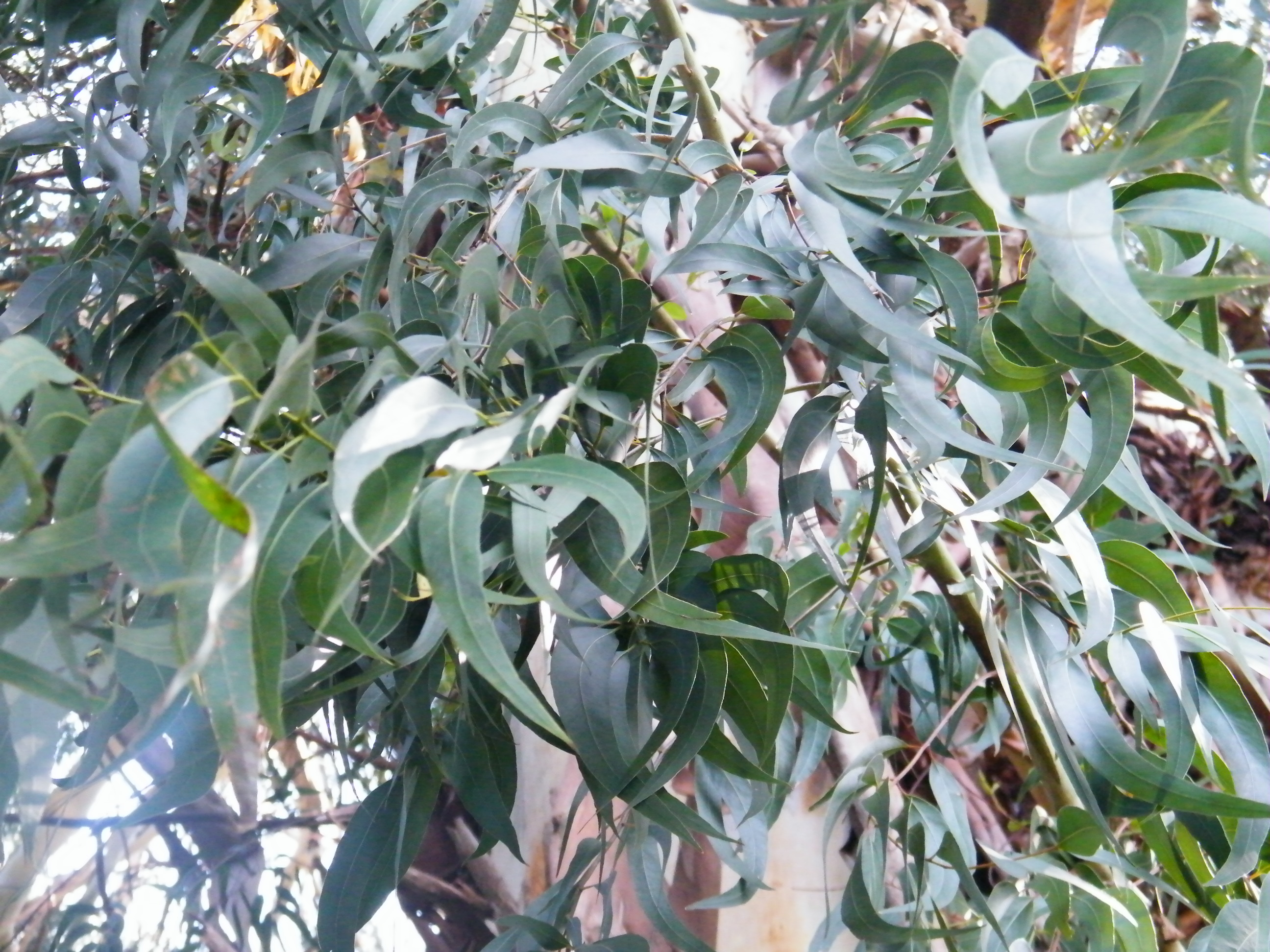
Листя Евкаліпта прутоподібного

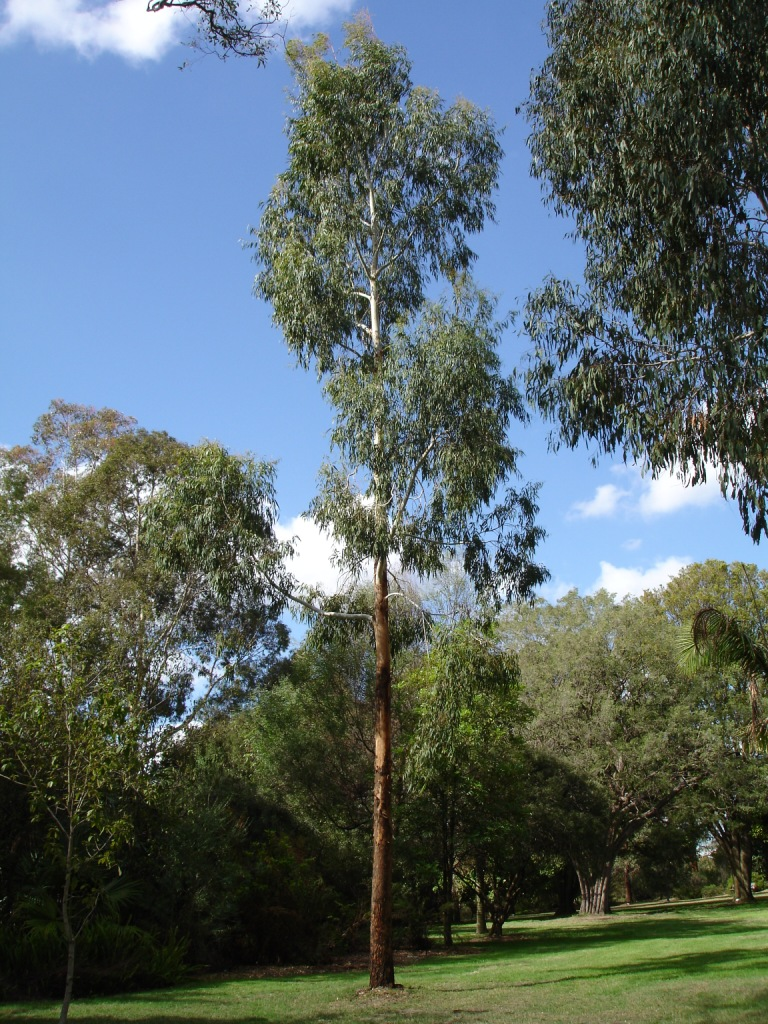
Молоде дерево Евкаліпта прутоподібного

Вічнозелене дерево заввишки 40—50 м. Кора жовтаво-біла, відлущується довгими стрічками. Листки блідо-зелені, різноманітної форми: молоді — супротивні, сидячі або стеблообгортні, 5—10 см завдовжки і до 3 см завширшки; проміжні— чергові, черешкові, ланцетоподібні або широко-ланцетоподібні, 8—27 см завдовжки і 4—5 см завширшки; дорослі — чергові, черешкові, ланцетоподібні або вузько-ланцетоподібні, 11—18 см завдовжки і до 2 см завширшки. Квітки дрібні, двостатеві, сидячі або на коротких квітконіжках, зібрані по 3 в пазушні зонтики. Плід — коробочка. Цвіте восени. Зростає виключно швидко: 50-річні дерева в найкращих умовах досягають 50 м заввишки і 1,7 м в діаметрі.

## Поширення
Батьківщиною Евкаліпта прутоподібного є Австралія і острів Тасманія. Широко поширений на Чорноморському узбережжі Кавказу. Розводиться також в Ленкорані і в Астарі (Азербайджан). В Україні евкаліпт вирощують як декоративну та ефіроолійну рослину в Криму. Найбільш морозостійкий з вирощуваних в наших субтропіках евкаліптів.

## Застосування
Застосовується в медицині, в декоративному садівництві, для створення вітрозахисних смуг на плантаціях цитрусових та інших субтропічних культур. Випаровує багато води, використовується для осушення надмірно зволожених територій.

## Хімічний склад
У листі рослини є ефірна олія (до 3 %), флавоноїди, дубильні речовини, еллагова кислота, смоли та віск. Ефірну олію містять і інші частини рослини. Головною складовою частиною ефірної олії є цинеолмоноциклічний терпен з інтенсивною окисною дією. Пилок евкаліпта містить білки, амінокислоти, вуглеводи, вітаміни (В1, В2, РР, С, біотин, фолієва кислота, рутин), антибіотики і стимулятор росту.

## Фармакологічні властивості і використання у медицині
Головна терапевтична властивість евкаліпта — антисептична. Його препарати певною мірою згубно діють на стрептококи і стафілококи, сальмонелу черевного тифу і паратифів А і В, шигелу, кишкову паличку, гнійних і анаеробних збудників, пригнічують ріст збудника амебіазу і трихомонад. Крім цього, рослина має виражені протизапальні властивості, сприяє швидкому гоєнню ран, виявляє болетамувальну, слабку седативну і незначну відхаркувальну дію. Евкаліптові приписують і загально-зміцнювальний ефект. З листя евкаліпта готують настій, відвар і настойку. Зовнішньо галенові препарати евкаліпта застосовують у вигляді обмивань, полоскань, примочок, вологих тампонів і спринцювань. У хірургічній практиці їх використовують для лікування гнояків, флегмони, фурункулів, остеомієліту, гнійних маститів, відкритих переломів, опіків та обморожень; у стоматології — при стоматиті, гангренозному пульпіті, запаленні слизової оболонки ротової порожнини; в оториноларингології — при ангіні, хронічному риніті й фарингіті, зовнішньому отиті, дерматиті й екземі зовнішнього слухового проходу тощо; в гінекологічній практиці — при кольпіті, дисплазії шийки матки; в дерматології — при гноячкових висипах на шкірі; в офтальмології — при блефариті. У вигляді інгаляцій галенові препарати евкаліпта використовують при гострих респіраторних захворюваннях (бронхіті, трахеїті та ларингіті). Широко використовують у медичній практиці евкаліптову олію. Її застосовують для лікування фурункульозу, флегмон, ерозивно-виразкових уражень слизових оболонок, для інгаляцій, полоскання ротоглотки при захворюваннях верхніх дихальних шляхів, розтирання (як відтяжний засіб при міозитах, радикулітах і плекситах) і як антипаразитарний засіб (при педикульозі, для відлякування комарів, москітів та мурашок). Евкаліптова олія входить до складу комбінованих препаратів евкатолу, ефкамону, інгакамфу, камфомену та пектусину. Пилок евкаліпта має жарознижувальні, антибіотичні та тонізуючі властивості, стимулює діяльність шлунка.